# Gandia (Gerichtsbezirk)
Der Gerichtsbezirk Gandia ist einer der 18 Gerichtsbezirke in der Provinz Valencia.
Der Bezirk umfasst 28 Gemeinden auf einer Fläche von 321,88 km² mit dem Hauptquartier in Gandia.

## Gemeinden
| Gemeinde                    | Einwohner (2024) | Fläche km² | Dichte Einw./km² | Cod INE | Postleitzahl                      |
| --------------------------- | ---------------- | ---------- | ---------------- | ------- | --------------------------------- |
| Ador                        | 1.729            | 13,81      | 125              | 46002   | 46729                             |
| Alfauir                     | 489              | 6,22       | 79               | 46023   | 46725                             |
| Almiserà                    | 285              | 7,44       | 38               | 46033   | 46726                             |
| Almoines                    | 2.643            | 2,12       | 1.247            | 46034   | 46723                             |
| L’Alqueria de la Comtessa   | 1.544            | 2,15       | 718              | 46037   | 46715                             |
| Barx                        | 1.498            | 16,10      | 93               | 46046   | 46758                             |
| Bellreguard                 | 4.943            | 2,85       | 1.734            | 46048   | 46713                             |
| Beniarjó                    | 1.907            | 2,75       | 693              | 46055   | 46722                             |
| Beniflá                     | 502              | 0,62       | 810              | 46061   | 46722                             |
| Benirredrà                  | 1.561            | 0,39       | 4.003            | 46066   | 46703                             |
| Castellonet de la Conquesta | 144              | 5,43       | 27               | 46091   | 46726                             |
| Daimús                      | 3.419            | 3,15       | 1.085            | 46113   | 46710                             |
| La Font d’en Carròs         | 3.938            | 9,90       | 398              | 46127   | 46717                             |
| Gandia                      | 80.095           | 60,83      | 1.317            | 46131   | 46700, 46701, 46702, 46728, 46730 |
| Guardamar de la Safor       | 607              | 1,10       | 552              | 46140   | 46711                             |
| Llocnou de Sant Jeroni      | 586              | 6,47       | 91               | 46153   | 46726                             |
| Miramar                     | 3.020            | 2,56       | 1.180            | 46168   | 46711                             |
| Oliva                       | 26.122           | 59,93      | 436              | 46181   | 46780                             |
| Palma de Gandía             | 1.816            | 13,92      | 130              | 46187   | 46724                             |
| Palmera                     | 1.028            | 0,98       | 1.049            | 46188   | 46714                             |
| Piles                       | 3.195            | 3,94       | 811              | 46195   | 46712                             |
| Potries                     | 1.104            | 3,07       | 360              | 46198   | 46721                             |
| Rafelcofer                  | 1.374            | 2,03       | 677              | 46208   | 46716                             |
| El Real de Gandía           | 2.670            | 6,07       | 440              | 46211   | 46727                             |
| Rótova                      | 1.271            | 7,66       | 166              | 46218   | 46725                             |
| Villalonga                  | 4.713            | 43,32      | 109              | 46255   | 46720                             |
| Xeraco                      | 6.044            | 20,22      | 299              | 46143   | 46770                             |
| Xeresa                      | 2.341            | 16,85      | 139              | 46146   | 46790                             |
| Gerichtsbezirk Gandia       | 160.588          | 321,88     | 499              | –       | –                                 |